# Холоди Трофи
Холоди Трофи (англ. Holody Trophy) — приз, вручаемый победителю Средне-Западного Дивизиона Хоккейной лиги Онтарио (OHL), названный в честь Джо Холоди. Впервые вручён в сезоне 1998/99. Чаще всего трофей завоёвывал «Лондон Найтс» - 13 раз.

## Победители
- 2023-24: Лондон Найтс (13)
- 2022-23: Лондон Найтс (12)
- 2021-22: Лондон Найтс (11)
- 2020-21: Сезон был отменён из-за пандемии коронавируса
- 2019-20: Лондон Найтс (10)
- 2018-19: Лондон Найтс (9)
- 2017–18: Китченер Рейнджерс (3)
- 2016–17: Эри Оттерз (6)
- 2015–16: Эри Оттерз (5)
- 2014–15: Эри Оттерз (4)
- 2013-14: Гелф Шторм (2)
- 2012-13: Лондон Найтс (8)
- 2011-12: Лондон Найтс (7)
- 2010-11: Оуэн-Саунд Аттак (1)
- 2009-10: Лондон Найтс (6)
- 2008–09: Лондон Найтс (5)
- 2007–08: Китченер Рейнджерс (2)
- 2006–07: Лондон Найтс (4)
- 2005–06: Лондон Найтс (3)
- 2004–05: Лондон Найтс (2)
- 2003–04: Лондон Найтс (1)
- 2002–03: Китченер Рейнджерс (1)
- 2001–02: Эри Оттерз (3)
- 2000–01: Эри Оттерз (2)
- 1999–00: Эри Оттерз (1)
- 1998–99: Гелф Шторм (1)